# Barbelognostici
I Barbelognostici erano i membri di una setta gnostica che credeva nel principio femminile supremo chiamato Barbelo. Il nome è di matrice moderna, ed è ignoto come essi chiamassero se stessi, ma è stato ipotizzato che fossero un ramo dei Sethiani.
Questa setta fu descritta da Ireneo di Lione nel suo Adversus Haereses. Ireneo poté descrivere minuziosamente il sistema barbelognostico perché era venuto in contatto con la setta sia di persona sia attraverso il loro testo di riferimento, un Vangelo di Maria, rinvenuto a Nag Hammadi nel 1945 insieme con l'Apocrifo di Giovanni e altri.
Barbelos, Eone della saggezza, fu la prima emanazione del Dio sconosciuto e inconoscibile, il Primo Padre. Da lei furono emanati Ennoia, il primo pensiero, ed il Demiurgo, il creatore del mondo identificato nello Yahweh veterotestamentario. Il Demiurgo, però, rubò la Luce di Barbelos ed ella, per recuperare ciò che aveva perduto, cercò di sedurre gli altri Eoni per sottrarre la loro Luce.
Secondo altre sette gnostiche, la figura di Barbelos corrisponde a quella di Sophia.
Rifacendosi a questa ricerca continua della luce ed alla seduzione operata da Barbelos nei confronti degli altri Eoni, i Barbelognostici, al pari dei Fibioniti, credendo in questo modo di produrre energia vitale per l'universo, raccoglievano lo sperma prodotto negli atti sessuali.
Poiché nei codici di Nag Hammadi il nome di Barbelos compare sia in testi che si riferiscono alla tradizione cristiana dello Spirito Santo (Protennoia trimorfica) sia in testi prettamente pagani (Zostrianos), risulta difficile stabilire se i barbelognostici fossero una setta gnostica cristiana o si fossero sviluppati in un'altra direzione.